# Dillenijeva čestoslavica
Dillenijeva čestoslavica (Dilenova čestoslavica; lat. Veronica dillenii) je zeljasta biljka iz porodice Plantaginaceae rasprostranjena od Kazahstana na zapad do Francuske i Španjolske, uključujući i Hrvatsku i Kavkaz; uvezena u Sjevernu Ameriku.
U Hrvatskoj je ima na pješčanim dinama u Đurđevačkim pijescima.
Kritično je ugrožena zbog gubitka staništa.

## Vanjske poveznice
- V. dillenii, plodovi
- V. dillenii, cvijet
- V. dillenii
- V. dillenii